# لاوتر (بایرن)
لاوتر (به آلمانی: Lauter) یک شهر در آلمان است که در بامبرگ واقع شده‌است.